# 于若木
于若木（1919年4月12日—2006年2月28日），原名于式谷，又名于陸華，山東濟南出生，祖籍山東淄博。為已故中共元老陳雲夫人。

## 生平
于若木於1933年起，於北平兩吉女子中學唸初中，初中畢業後考入北平女子第一中學。於1935年12月9日，一二九運動發生時，加入中國共產主義青年團。1937年被派往延安陝北公學學習。後被派為時任中央組織部部長的陳雲私人看護。兩人於1938年結婚。並兼任陳雲秘書。
中國共產黨建政後，從事中央财经委员会专家联络室翻譯工作，後調往国家科学规划委员会工作。1979年，出任中共中央办公厅秘书局办公室主任、中共中央書記處研究室研究員等職。後出任中国营养学会荣誉理事、微量元素与健康学会名誉会长，從事營養專業工作，並研究醫學，有營養學家稱號。
2006年2月28日逝世，享年87歲。

## 家庭
于若木生於有名的書香世家，父親于丹紱，是中國清朝派往日本的第一批留學生之一。並於早稻田大學畢業。回國後，出任山東第一師範學校校長。于若木共有五名兄弟姐妹，大哥為于道泉，二哥于道源，大姐于式玉，妹妹于陆琳。兄姐曾受共產主義薰陶，對于若木日後加入中國共產黨或多或少有影響。
1938年與陳雲結婚，兩人共育有五名子女，于若木與丈夫陳雲曾有協定，女兒由她取名，兒子由陳雲取名。
- 陳偉力（长女）
- 陳元（长子）
- 陳偉華（次女）
- 陳偉蘭（三女）
- 陳方（次子）
- 陈晓丹（孙女）

## 著作
- 《于若木文集》1999中共中央党校出版社
- 《于若木論學生營養》2002中国青年出版社
- 《循經取穴膠布療法》2005中国社会出版社
- 《于若木与中国营养促进文集》2010人民出版社

主编
- 《中老年营养食谱手册》1998上海辞书出版社
- 《婴幼儿营养食谱手册》1999上海辞书出版社
- 《孕產哺乳期婦女營養食譜手冊》1999上海辞书出版社